# Bayreuther Kreis (Personengruppe)
Der Bayreuther Kreis war eine Personengruppe um Cosima Wagner (1837–1930), der Witwe des deutschen Komponisten Richard Wagner (1813–1883), und Hans von Wolzogen (1848–1938), dem Herausgeber der von Richard Wagner begründeten Bayreuther Blätter. Er „entwickelte sich unter ihrem Einfluß zu einer deutschnationalen und antisemitischen Strömung innerhalb der Kulturreformbewegung.“

## Einführung
Eine Schlüsselfigur innerhalb des Bayreuther Kreises – eines der wichtigsten „völkischen“ Milieus im Deutschland vor dem Ersten Weltkrieg – war Cosima Wagners Schwiegersohn Houston Stewart Chamberlain (1855–1927). Der Ehemann ihrer und Richard Wagners Tochter Eva, ursprünglich Engländer und Biologe, war ein völkischer Ideologe (vgl. dessen Die Grundlagen des neunzehnten Jahrhunderts), der ein sehr einflussreicher offizieller Propagandist des Wagner-Kultes wurde. Mit seiner Wagner-Biographie (Richard Wagner. F. Bruckmann, zuerst 1895) lieferte er einen Schlüsseltext in der kontroversen und heftig umstrittenen Interpretation von Wagner als antisemitischen Proto-Nazi, was zu dessen späteren Annahme durch die NS-Bewegung führte. Chamberlain gilt als „einer der bösartigsten Vertreter einer rassistischen Sicht auf die Geschichte und von Deutschlands Mission als einer Herrenrasse“.
Der französische Diplomat und Schriftsteller Arthur de Gobineau (1816–1882) hat insbesondere mit seinem L’essai sur l’inégalité des races humaines (Versuch über die Ungleichheit der Menschenrassen) den Bayreuther Kreis beeinflusst, ein Werk, das von Karl Ludwig Schemann (1852–1938) ins Deutsche übersetzt wurde. Gobineaus Grundgedanken ergänzte Chamberlain um einen verstärkten Antisemitismus und präsentierte dabei „den Juden“ als negatives Gegenbild zum verklärten Deutschtum, allerdings ohne den bei Nietzsche auftretenden Begriff „Übermensch“ oder den nationalsozialistischen Gegenbegriff „Untermensch“ zu verwenden, und ohne selbst zur Vernichtung der Juden aufzurufen.
Chamberlain gelang es, „die gebildeten Massen seiner Wahlheimat Deutschland zu erreichen – darunter neben der Familie Wagner nicht zuletzt Kaiser Wilhelm II.“
Philipp Graf zu Eulenburg, durch den eine Verbindung zum deutschen Kaiserhaus bestand und der ein einflussreiches Mitglied der Gobineau-Vereinigung war, war ein Anhänger Gobineaus und Wagners und war mit beiden befreundet.

„Only with timely support from the Bayreuth circle, especially Houston S. Chamberlain, Winifred Wagner, and henchmen like Dietrich Eckhart (sic!) in the Thule Society, could the unimpressive Hitler assume the self-then public image of a Wotan/Siegfried figure, complete with telling nickname: ‚Wolf‘. / dt. „Nur mit rechtzeitiger Unterstützung aus dem Bayreuther Kreis, insbesondere von Houston S. Chamberlain, Winifred Wagner und Gefolgsleuten wie Dietrich Eckart in der Thule-Gesellschaft konnte der unscheinbare Hitler in der Öffentlichkeit die Rolle einer Wotan-/Siegfried-Figur spielen, vervollständigt von dem vielsagenden Spitznamen „Wolf“.““

„Thus Hitler himself admitted: `It was Cosima Wagner's merit to have created the link between Bayreuth and National Socialism'. It was the Bayreuth circle which raised Wagner's message to the status of gospel, manoeuvring his ideas into a Germanic-Christian doctrine of salvation. Nietzsche first diagnosed this: `The Germans have constructed a Wagner for themselves whom they can revere'. / dt. So gab Hitler selbst zu: `Es war das Verdienst Cosima Wagners, die Verbindung zwischen Bayreuth und dem Nationalsozialismus geschaffen zu haben.' Es war der Bayreuther Kreis, der Wagners Botschaft in den Status des Evangeliums ergehoben, seine Ideen in eine germanisch-christliche Heilslehre  manövriert hat. Nietzsche erste Diagnose lautete: `Die Deutschen haben einen Wagner für sich selbst konstruiert, den sie verehren können.“

Dem Autor Jonathan Carr – dem Verfasser von Der Wagner-Clan. Geschichte einer deutschen Familie – zufolge standen jedoch unter den Nationalsozialisten Komponisten wie Bizet und Puccini bei den Deutschen höher im Kurs als Wagner.

## Personen (Auswahl)
- Richard Wagner (Die Wagner-Bewegung im Kaiserreich) (Wagner und Hitler) (1813–1883), Komponist, Schriftsteller, Theaterregisseur und Dirigent
- Cosima Wagner (Antisemitismus und der Bayreuther Kreis) (1837–1930), Festivalleiterin
- Philipp zu Eulenburg (1847–1921), preußischer Diplomat
- Hans von Wolzogen (1848–1938), völkischer und antisemitischer Literat, Redakteur, Librettist und Herausgeber
- Houston Stewart Chamberlain (1855–1927), englisch-deutscher Schriftsteller
- Hugo Bruckmann (1863–1941), Verleger
- Karl Ludwig Schemann (1852–1938), Bibliothekar, Rassentheoretiker und Gobineau-Übersetzer
- Siegfried Wagner (1869–1930), Komponist, Librettist und Dirigent
- Heinrich Stein (1857–1887), Philosoph und Ästhetiker
- Joseph Arthur de Gobineau (1816–1882), französischer Diplomat und Schriftsteller
- Georges Vacher de Lapouge (1854–1936), französischer Jurist, Bibliothekar, Rassentheoretiker und Eugeniker